# Pasek & Paul
Benj Pasek e Justin Paul, conosciuti insieme come Pasek & Paul, sono un duo di compositori e parolieri statunitensi, attivi in campo teatrale, cinematografico e televisivo. 
Sono principalmente noti per aver composto musiche e testi del musical Dear Evan Hansen (vincendo il Tony Award 2017 per la Migliore colonna sonora originale e il Grammy Award 2018 per il Miglior album di un musical teatrale) e per aver scritto i testi delle canzoni del film La La Land (ricevendo il Golden Globe 2017 e il Premio Oscar 2017 per la Migliore canzone originale per City of Stars). Hanno vinto nuovamente il Golden Globe 2018 per la Migliore canzone originale per This is Me, dal film The Greatest Showman.

## Storia del gruppo
Benj Pasek nasce il 9 giugno 1985 ad Ardmore, un sobborgo di Philadelphia, in Pennsylvania. Si appassiona alla musica cantando da piccolo le canzoni che sua madre, psicologa dell'età evolutiva, scrive sull'infanzia del figlio. Partecipa a diversi musical scolastici, come Bye Bye Birdie e 42nd Street.
Justin Paul nasce il 3 gennaio 1985 a Saint Louis, in Missouri, ma cresce a Westport, in Connecticut. Figlio di un pastore, inizia sin da piccolo a cantare con il padre in chiesa. Impara a suonare il piano, appassionandosi ai musical: si esibisce come cantante e musicista in diverse produzioni locali e scolastiche (Into the Woods, Oliver!, Hello, Dolly!).

### L'incontro e il primo progetto:Edges
Benj Pasek e Justin Paul si conoscono l'estate prima di iniziare il college, durante un weekend di orientamento. Decidono entrambi di frequentare il corso di Teatro Musicale dell'Università del Michigan, con l'intenzione di specializzarsi nel canto, nella recitazione e nel ballo. Durante i primi due anni si presentano alle audizioni per i vari musical messi in scena in ambito universitario, ma vengono scelti solo per ricoprire ruoli minori. Decidono quindi di dedicarsi alla scrittura di nuove canzoni, inizialmente ispirandosi alla loro esperienza universitaria. Solitamente Paul si occupa di comporre la musica e Pasek di scrivere i testi, ma i due decidono sin da subito di condividere i crediti di musica e testi.
Il loro primo progetto è Edges, una serie di canzoni tematicamente collegate. Il titolo è un riferimento ad un verso della canzone Our Time, dal musical Merrily We Roll Along di Stephen Sondheim, di cui sono entrambi grandi appassionati. Il 3 aprile 2005 tengono un concerto presso la Kerrytown Concert House, scegliendo alcuni compagni di corso come cantanti. Le canzoni, riguardanti ragazzi che si affacciano all'età adulta, ottengono un grande successo soprattutto grazie ai social media, che i due usano per diffondere i video del concerto. Infatti, nel giro di un solo anno, tredici college producono Edges.
Nel 2007 Pasek & Paul ricevono il Jonathan Larson Grant, un premio in denaro assegnato ogni anno dall'American Theatre Wing a giovani compositori, parolieri e drammaturghi emergenti nel campo del teatro musicale.
Scrivono alcune canzoni per le due stagioni dello show televisivo per bambini Johnny and the Sprites, in onda su Disney Channel dal 2007.

### James and the Giant PeacheDogfight
Successivamente Pasek & Paul iniziano a lavorare, insieme all'amico drammaturgo Peter Duchan, al loro primo musical, un adattamento del film del 1991 Dogfight - Una storia d'amore. Nel frattempo vengono ingaggiati dal drammaturgo Timothy Allen McDonald per comporre nuove canzoni per un musical basato sul romanzo di Roald Dahl James e la pesca gigante, musical che andrà in scena alla Goodspeed Opera House nel 2010. Dogfight viene messo in scena al Second Stage Theatre (Off-Broadway) nel 2012. L'anno successivo vince il Lucille Lortel Award per il miglior musical Off-Broadway.

### A Christmas Story: The Musical
Nel 2010 Pasek & Paul vengono ingaggiati come compositori della colonna sonora dell'adattamento teatrale del film del 1983 A Christmas Story - Una storia di Natale. Dopo numerose produzioni locali e un breve tour, il 19 novembre 2012 il musical apre al Lunt-Fontanne Theater: è il primo musical di Pasek & Paul ad arrivare a Broadway, ricevendo 3 candidature ai Tony Awards (inclusa quella per la Miglior colonna sonora originale a Pasek & Paul).
Nel 2013 va in onda la seconda stagione della serie tv Smash, per la quale Pasek & Paul scrivono tre canzoni (Caught in the Storm, Rewrite This Story e Original).

### Dear Evan Hansen
Dopo aver realizzato diverse trasposizioni teatrali di film, Pasek & Paul iniziano a pensare a un musical originale. Prendono ispirazione da un fatto realmente accaduto a Pasek durante il liceo: alla morte di un compagno, tutti gli altri, anche quelli che non l'avevano conosciuto, si erano sentiti in qualche modo legati a lui e avevano cercato di far parte della sua storia. La stessa cosa era successa nella scuola di Paul dopo gli attentati dell'11 settembre 2001.
Nel 2011 la produttrice Stacey Mindich, interessata ad una collaborazione con i due, dà loro la possibilità di sviluppare il progetto. Il giovane drammaturgo Steven Levenson viene scelto per scrivere il libretto del musical. A causa di altri impegni lavorativi (A Christmas Story e Dogfight vengono messi in scena in questo periodo), una prima versione del musical viene presentata solo nel maggio del 2012 prima a Mindich e poi al regista Michael Greif, noto per aver diretto i musical Rent e Next to Normal, entrambi vincitori del Premio Pulitzer per la drammaturgia e di numerosi Tony Awards. Al team si unisce anche il pluripremiato orchestratore Alex Lacamoire.
Al primo incontro per la lettura del copione (tenutosi nel 2014) partecipano Ben Platt (nel ruolo del protagonista Evan Hansen), Rachel Bay Jones, Jennifer Laura Thompson e Michael Park. In seguito entrano nel cast Mike Faist, Will Roland, Laura Dreyfuss e Kristolyn Lloyd.
Dear Evan Hansen apre all'Arena Stage (Washington D.C.) il 30 luglio 2015, ricevendo sin da subito ottime recensioni, e rimane in scena fino al 23 agosto. Dopo mesi di prove e ritocchi, il 1º maggio dell'anno successivo il musical apre al Second Stage Theatre (Off-Broadway, New York). Pasek, Paul, Levenson e Platt ricevono numerosi premi e il musical ottiene un grande successo anche tra il pubblico.
(Charles Isherwood, Dear Evan Hansen Puts a Twist on Teenage Angst (The New York Times))
Il 4 dicembre 2016 Dear Evan Hansen apre al Music Box Theatre (Broadway). I biglietti per il musical diventano presto i più richiesti della stagione, soprattutto grazie alla colonna sonora e alla performance di Ben Platt. Il musical riceve 9 candidature ai Tony Awards, aggiudicandosene 6 (inclusi Miglior musical e Miglior colonna sonora originale). Nel 2018 vince il Grammy Award per il Miglior album di un musical teatrale. Nel settembre 2021 verrà distribuita la trasposizione cinematografica del musical, con Ben Platt che riprende il ruolo del protagonista.

### La La Land
Nel 2015 il regista Damien Chazelle sceglie Pasek & Paul per scrivere i testi della colonna sonora (composta da Justin Hurwitz) del suo nuovo film, La La Land. Il musical, girato e ambientato a Los Angeles, è un omaggio alla vecchia Hollywood degli anni cinquanta e sessanta. Emma Stone e Ryan Gosling interpretano i protagonisti, Mia Dolan e Sebastian Wilder, due sognatori costretti a fare i conti con la dura realtà.
Dopo aver ascoltato una prima versione della canzone City of Stars, Chazelle e Hurwitz rimangono estremamente colpiti da Pasek & Paul. In un'intervista al New York Times, Chazelle rivela:
(What It's Like To Make It in Showbiz With Your Best Friend (The New York Times))
La La Land apre la 73ª Mostra internazionale d'arte cinematografica di Venezia, dove viene presentato in anteprima il 31 agosto 2016. A dicembre dello stesso anno viene distribuito nei cinema statunitensi e nei mesi successivi in quelli di tutto il mondo. Il film ha un grande successo di pubblico e critica: candidato agli Academy Awards in 14 categorie, ne vince 6. Pasek & Paul ricevono insieme a Justin Hurwitz una doppia candidatura nella categoria Miglior canzone per Audition e City of Stars e si aggiudicano il premio per quest'ultima. Tra i numerosi riconoscimenti a livello internazionale, City of Stars vince anche il Golden Globe per la miglior canzone e ottiene una candidatura ai Grammy Awards.
Il 5 settembre 2016 Pasek & Paul si esibiscono durante la seconda edizione dell'Elsie Fest, festival musicale creato nel 2015 dal loro amico Darren Criss. Per l'occasione suonano e cantano brani tratti dai loro musical, accompagnati da Cynthia Erivo, Lindsay Mendez e Corey Cott.
Il 4 novembre 2016 viene distribuito nelle sale cinematografiche statunitensi Trolls, film d'animazione prodotto dalla Dreamworks Animation. La colonna sonora, curata da Justin Timberlake, include una canzone scritta da Pasek & Paul, Get Back Up Again, cantata da Anna Kendrick.

### A Christmas Story Live!eThe Greatest Showman
Pasek & Paul compongono una canzone originale, Runnin' Home to You, per il diciassettesimo episodio (Duet) della serie The Flash, andato in onda il 21 marzo 2017. Nell'episodio, che costituisce la seconda parte di un crossover con un'altra serie (Supergirl), la canzone è cantata dall'attore protagonista Grant Gustin.
Il 17 dicembre 2017 va in onda negli Stati Uniti A Christmas Story Live!, prodotto dalla Fox. L'evento televisivo è un remake musicale del film del 1983 A Christmas Story - Una storia di Natale e ripropone la colonna sonora dell'adattamento teatrale del film (A Christmas Story: the Musical del 2012). Per l'occasione Pasek & Paul, che avevano curato la colonna sonora del musical, compongono tre nuove canzoni.
Il 20 dicembre 2017 esce nelle sale cinematografiche statunitensi il film musicale The Greatest Showman, che racconta la storia di P.T.Barnum e del suo circo. Pasek & Paul scrivono le undici canzoni della colonna sonora, eseguite dal cast, che include Hugh Jackman, Michelle Williams, Zac Efron e Zendaya. La canzone This is me, cantata da Keala Settle vince il Golden Globe per la Miglior canzone originale ed è candidata al Premio Oscar per la Miglior canzone. Il regista Michael Gracey non esclude la possibilità di portare The Greatest Showman a Broadway, trasformandolo in un musical vero e proprio.

### Live-Action diAladdineBiancaneve
Nell'ottobre del 2016 venne annunciato il remake in live-action del classico Disney Biancaneve e i sette nani, alla cui colonna sonora avrebbero lavorato Pasek & Paul. Il film fu distribuito nove anni dopo, nel marzo del 2025.
Nel luglio del 2017, in occasione della D23 Expo, il noto compositore Alan Menken ha annunciato la collaborazione con Pasek & Paul per la colonna sonora di Aladdin, remake in live action dell'omonimo film della Disney. Nel cast del film, distribuito nel 2019, compaiono Mena Massoud (Aladdin), Naomi Scott (Jasmine) e Will Smith (Genio della lampada).

## Vita privata
Pasek è apertamente omosessuale e di religione ebraica.
Paul è un cristiano praticante. È sposato dal 31 luglio 2010 con la giornalista Asher Fogle, conosciuta nel 2008. I due hanno avuto una bambina, Emerson Kristi, nata il 31 marzo 2016.
Pasek & Paul vivono a New York: Paul ad Harlem e Pasek nell'Upper West Side.

### Impegno sociale
Pasek & Paul partecipano a diverse campagne di sensibilizzazione e raccolte fondi.
Nel 2017 partecipano, insieme a molti altri artisti, alla campagna Ham4All organizzata da Prizeo e Lin-Manuel Miranda. L'obiettivo è quello di raccogliere fondi per la Immigrants: We Get The Job Done Coalition, un gruppo di associazioni che si occupano di salvaguardare i diritti di immigrati e profughi. Per partecipare ogni artista deve cantare la sua versione di una canzone a scelta tratta dal musical Hamilton, da cui parte la campagna. Pasek & Paul registrano un video in cui suonano e cantano The Room Where It Happens.
Nel gennaio del 2018 sulla pagina ufficiale della fondazione ASCAP viene condiviso un video in cui Pasek & Paul chiedono di fare una donazione per supportare la campagna Children Will Listen, che ogni anno dà a molti studenti la possibilità di assistere dal vivo a uno spettacolo di Broadway. L'ultimo musical scelto è, infatti, Dear Evan Hansen.

## Stile e influenze musicali
Sin dall'inizio della loro carriera, i lavori di Pasek & Paul hanno ricevuto ottime recensioni. La rivista Vanity Fair li definiva "gli eredi di Rodgers e Hammerstein" già nel 2012. Proprio Rodgers e Hammerstein sono tra le più grandi fonti di ispirazione per Pasek & Paul, insieme a compositori come Stephen Sondheim, Stephen Schwartz, Frank Loesser, Lynn Ahrens e Stephen Flaherty, Jeff Marx e Robert Lopez, ma anche cantautori moderni come Taylor Swift, John Mayer, Stevie Wonder, Billy Joel ed Elton John. Infatti, solitamente Pasek & Paul compongono canzoni dal tono moderno, contemporaneo, pur rimanendo concentrati sulla narrazione.
(Benj Pasek , Perfectly Composed: Pasek and Paul are the future of the American musical)
Tuttavia ci sono alcune eccezioni: la colonna sonora di Dogfight contiene brani con un ritmo tipicamente anni Sessanta, i testi di La La Land, nostalgici e romantici, sembrano trasportare l'ascoltatore in un film musicale della vecchia Hollywood.
Anche la musica gospel ha una forte influenza sul loro lavoro, soprattutto quando hanno a che fare con canzoni corali che cercano di trasmettere un messaggio.

## Premi e riconoscimenti

### Film e televisione

#### Premio Oscar
| Anno | Categoria                       | Lavoro               | Esito           |
| ---- | ------------------------------- | -------------------- | --------------- |
| 2017 | Miglior canzone (City of stars) | La La Land           | Vincitore/trice |
| 2017 | Miglior canzone (Audition)      | La La Land           | Candidato/a     |
| 2018 | Miglior canzone (This is me)    | The Greatest Showman | Candidato/a     |

#### Golden Globe
| Anno | Categoria                                 | Lavoro               | Esito           |
| ---- | ----------------------------------------- | -------------------- | --------------- |
| 2017 | Miglior canzone originale (City of stars) | La La Land           | Vincitore/trice |
| 2018 | Miglior canzone originale (This is me)    | The Greatest Showman | Vincitore/trice |

#### Grammy Award
| Anno | Categoria                                                                                   | Lavoro     | Esito       |
| ---- | ------------------------------------------------------------------------------------------- | ---------- | ----------- |
| 2018 | Miglior canzone scritta per un film, televisione o altri media audio-visivi (City of stars) | La La Land | Candidato/a |

#### Critics' Choice Awards
| Anno | Categoria                       | Lavoro               | Esito           |
| ---- | ------------------------------- | -------------------- | --------------- |
| 2017 | Miglior canzone (City of stars) | La La Land           | Vincitore/trice |
| 2017 | Miglior canzone (Audition)      | La La Land           | Candidato/a     |
| 2018 | Miglior canzone (This is me)    | The Greatest Showman | Candidato/a     |

#### Satellite Award
| Anno | Categoria                                 | Lavoro     | Esito           |
| ---- | ----------------------------------------- | ---------- | --------------- |
| 2017 | Miglior canzone originale (City of stars) | La La Land | Vincitore/trice |
| 2017 | Miglior canzone originale (Audition)      | La La Land | Candidato/a     |

### Teatro

#### Tony Award
| Anno | Categoria                        | Lavoro                         | Esito           |
| ---- | -------------------------------- | ------------------------------ | --------------- |
| 2013 | Miglior colonna sonora originale | A Christmas Story, The Musical | Candidato/a     |
| 2017 | Miglior colonna sonora originale | Dear Evan Hansen               | Vincitore/trice |

#### Grammy Awards
| Anno | Categoria                            | Lavoro           | Esito           |
| ---- | ------------------------------------ | ---------------- | --------------- |
| 2018 | Miglior album di un musical teatrale | Dear Evan Hansen | Vincitore/trice |

#### Drama Desk Awards
| Anno | Categoria              | Lavoro                         | Esito           |
| ---- | ---------------------- | ------------------------------ | --------------- |
| 2013 | Miglior colonna sonora | A Christmas Story, The Musical | Candidato/a     |
| 2016 | Migliori testi         | Dear Evan Hansen               | Vincitore/trice |

### Premi Onorari
| Anno      | Premio                               | Categoria                                 |
| --------- | ------------------------------------ | ----------------------------------------- |
| 2007      | Jonathan Larson Grant                | N/A                                       |
| 2007-2008 | Dramatist Guild Fellowship           | N/A                                       |
| 2011      | Sundance Institute Fellowship        | N/A                                       |
| 2011      | ASCAP Foundation Award               | Richard Rodgers New Horizon Award         |
| 2011      | ASCAP Foundation Award               | Songwriter's Fellowship Award             |
| 2011      | American Academy of Arts and Letters | Richard Rodgers Award for Musical Theater |